# Roggenbrot

Hessisches Roggenbrot im Backhaus Wommelshausen-Hütte nach dem Bestreichen mit Wasser kurz vor dem Ende des Backvorganges

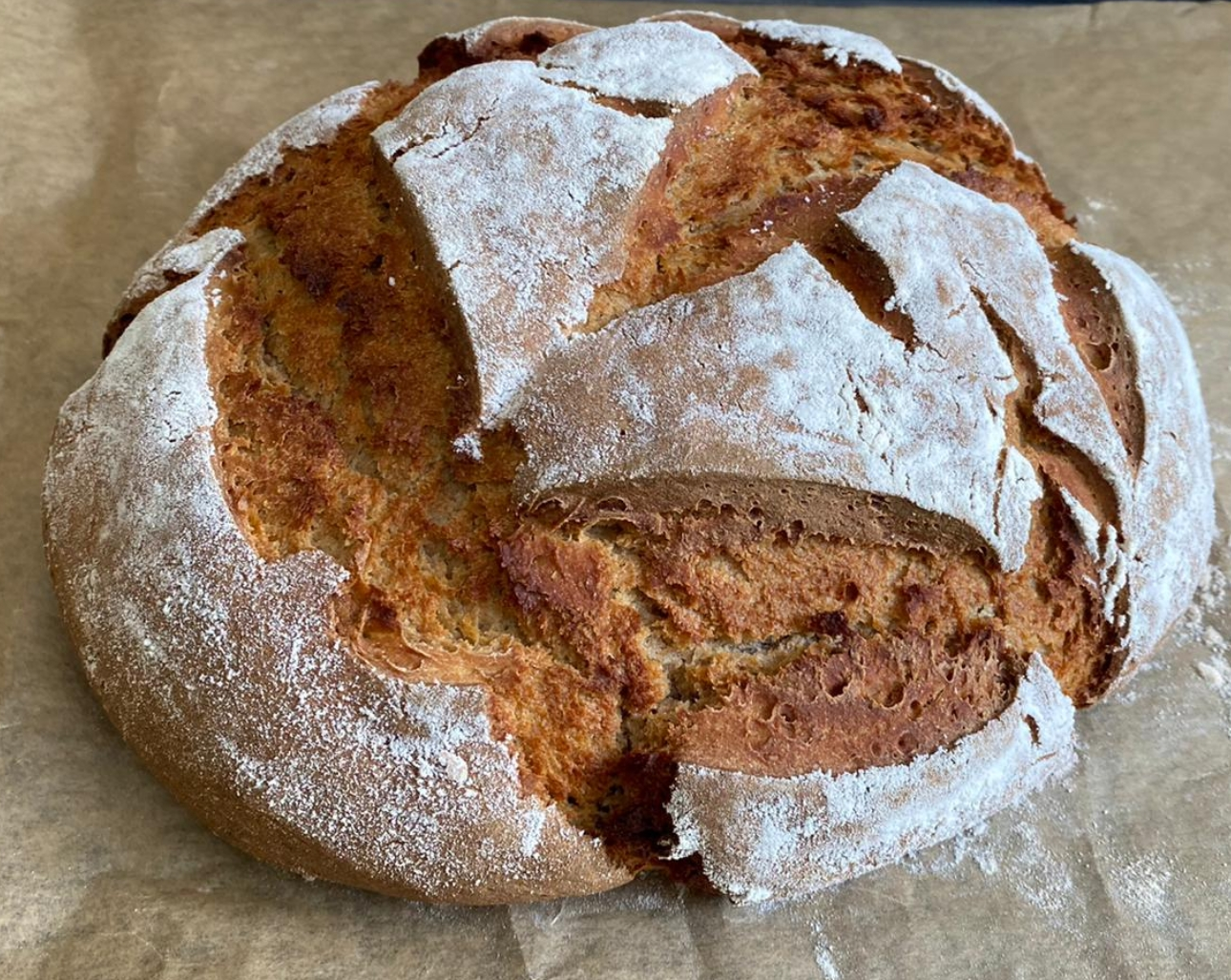
Selbstgebackenes rundes Roggenbrot in der typischen Farbe

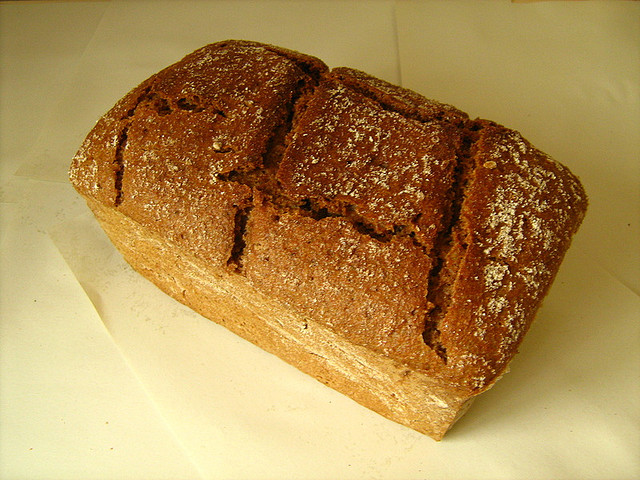
Roggenbrot, Kastenbrot

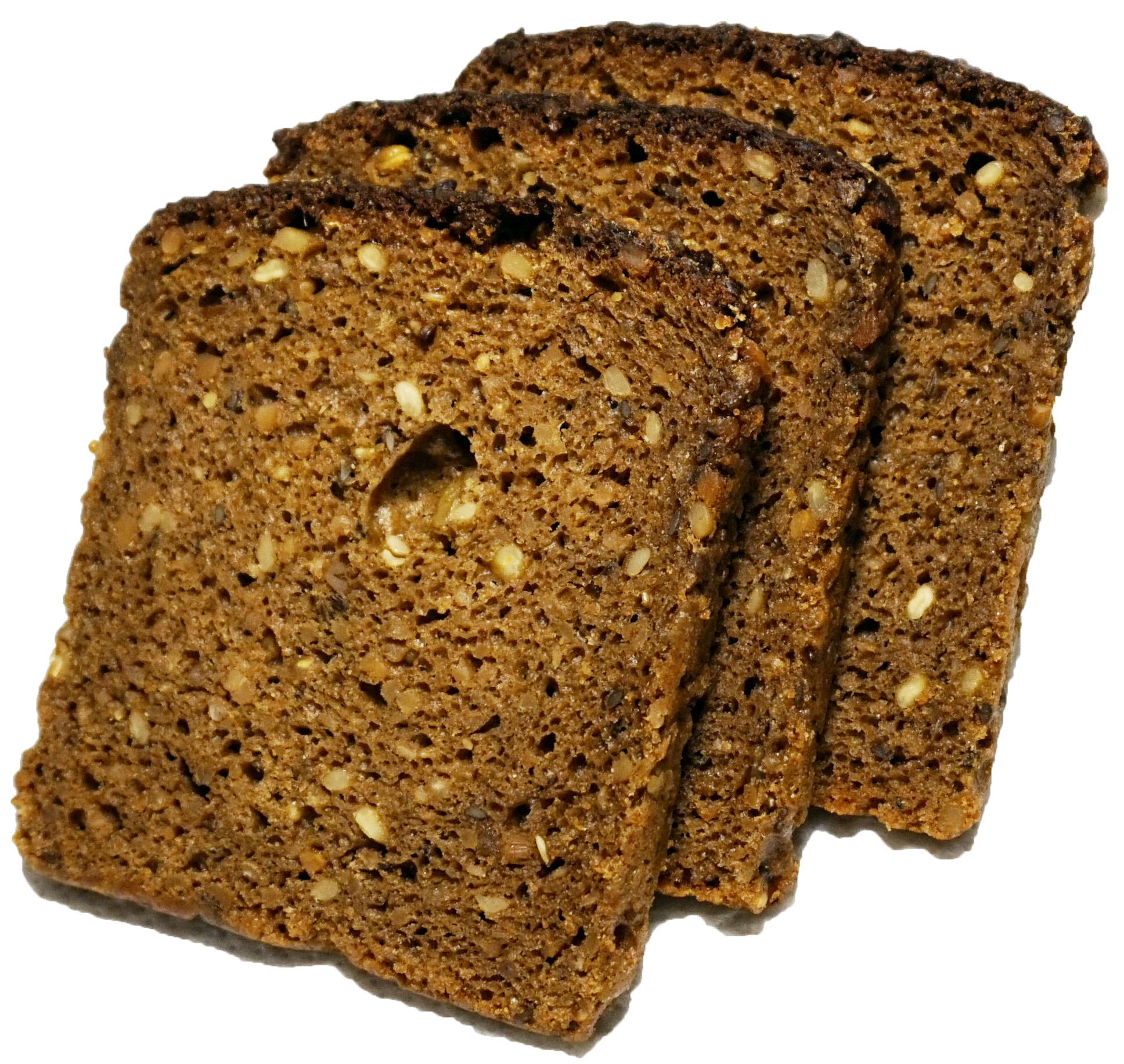
Schwarzbrot

Roggenbrot ist eine Brotsorte, die aus verschiedenen Anteilen von Roggenmehl hergestellt wird. Es wird aus Mehl, gebietsweise auch Schrot, Wasser, Hefe, Salz, Sauerteig und bei manchen Sorten mit Brotgewürzen wie Kümmel, Anis, Fenchel oder Koriander hergestellt.
Roggenbrot galt im Mittelalter als ein Grundnahrungsmittel. Viele verschiedene Roggenarten stammen aus nord-, west- und osteuropäischen Ländern, in denen Roggenbrot bekannt ist, wie Deutschland, Österreich, Dänemark, Schweden, Norwegen, Island, Finnland, Estland, Lettland, Litauen, Polen, Belarus, der Ukraine, Russland, den Niederlanden, Belgien, Frankreich und Tschechien. In der Schweiz gilt Roggenbrot im Kanton Wallis als Spezialität und genießt als Walliser Roggenbrot eine geschützte Ursprungsbezeichnung. In den Vereinigten Staaten von Amerika ist Roggenbrot als Teil der jüdisch-amerikanischen Küche bekannt.
Einige Staaten haben Mindestanteile festgelegt. Das Lebensmittelbuch in Deutschland verlangt zum Beispiel mindestens 90 Prozent Roggenmehl. In der Schweiz verlangt das Pflichtenheft für das Vollkornmehl des Walliser Roggenbrots einen Mindestanteil von 90 Prozent Roggenmehl und höchstens zehn Prozent Weizen. Brote mit geringerem Roggenanteil werden als Mischbrot bezeichnet.

## Besonderheiten in der Herstellung
Roggenbrote erhalten ihre Backfähigkeit erst durch eine Säuerung mittels Sauerteigführung, da Roggenmehl stärkeabbauende Amylasen enthält. Ohne Säuerung würden die Enzyme so viel Stärke abbauen, dass kein Teiggerüst und somit auch keine Krume gebildet werden könnte. Ein weiterer Grund für die schlechtere Backfähigkeit gegenüber Weizenmehl ist die Tatsache, dass sich im Teig kein Kleber ausbilden kann, obwohl auch im Roggenmehl Gliadin und Glutenin (wie beim Weizen) vorhanden sind. Ursache hierfür sind die Pentosane, die im Roggen in größerer Menge vorkommen und die Kleberbildung verhindern.

## Sorten (Auswahl)
- Hessisches Landbrot, Deutschland
- Rhöner Landbrot, Deutschland
- Pfälzer Sauerteigbrot, Deutschland
- Berliner Landbrot, Deutschland
- Schwarzbrot, Deutschland
- Pumpernickel, Deutschland
- Walliser Roggenbrot, Schweiz
- Fries roggebrood, Niederlande
- Ruisreikäleipä, Finnland